# Cova da Piedade
Cova da Piedade is een plaats (freguesia) in de Portugese gemeente Almada en telt 21 154 inwoners (2001).